# 2002 في رومانيا
فيما يلي قوائم الأحداث التي وقعت خلال عام 2002 في رومانيا.

## رياضة
- 1 يونيو – دوري الدرجة الأولى الروماني 2001–02 الفائز دينامو بوخارست.

## ظهور
- 1 يناير – ماندينغا

## وفيات

### يوليو
- 14 يوليو – هنري والد (مواليد 1920) فيلسوف روماني.

### أغسطس
- 2 أغسطس – ماغدا لاسلو (مواليد 1919)

### أكتوبر
- 23 أكتوبر – ناثان إتش. جوران (مواليد 1907) مخرج أفلام أمريكي.

### نوفمبر
- 13 نوفمبر – أليكساندرو دراغومير (مواليد 1916) فيلسوف روماني.